# Ministerio de Defensa (España)
El Ministerio de Defensa (MINISDEF) de España es el departamento de la Administración General del Estado al que le corresponde la preparación, el desarrollo y la ejecución de la política de defensa determinada por el Gobierno de la Nación y la gestión de la administración militar. En este sentido, es el departamento del poder ejecutivo que supervisa las Fuerzas Armadas.
Creado en 1977 como sucesor de los históricos ministerios militares que se remontan a 1714, su titular, por este motivo, se sitúa por detrás de los ministros de Asuntos Exteriores y de Justicia en el orden de precedencia gubernamental. Desde 2018, la ministra de Defensa es Margarita Robles, y desde 2020, la cúpula civil está conformada íntegramente por mujeres, siendo en la actualidad secretaria de Estado de Defensa Amparo Valcarce y subsecretaria Adoración Mateos Tejada.

## Historia
El Ministerio de Defensa se creó con el primer gobierno democrático de Adolfo Suárez, en julio de 1977, mediante la refundición de los antiguos ministerios militares del Ejército (creado en 1714 como Guerra), de Marina (creado en 1714) y del Aire (creado en 1939). Es el único ministerio del periodo democrático que ha mantenido su denominación original en todas las reestructuraciones ministeriales realizadas hasta la fecha.

## Estructura orgánica

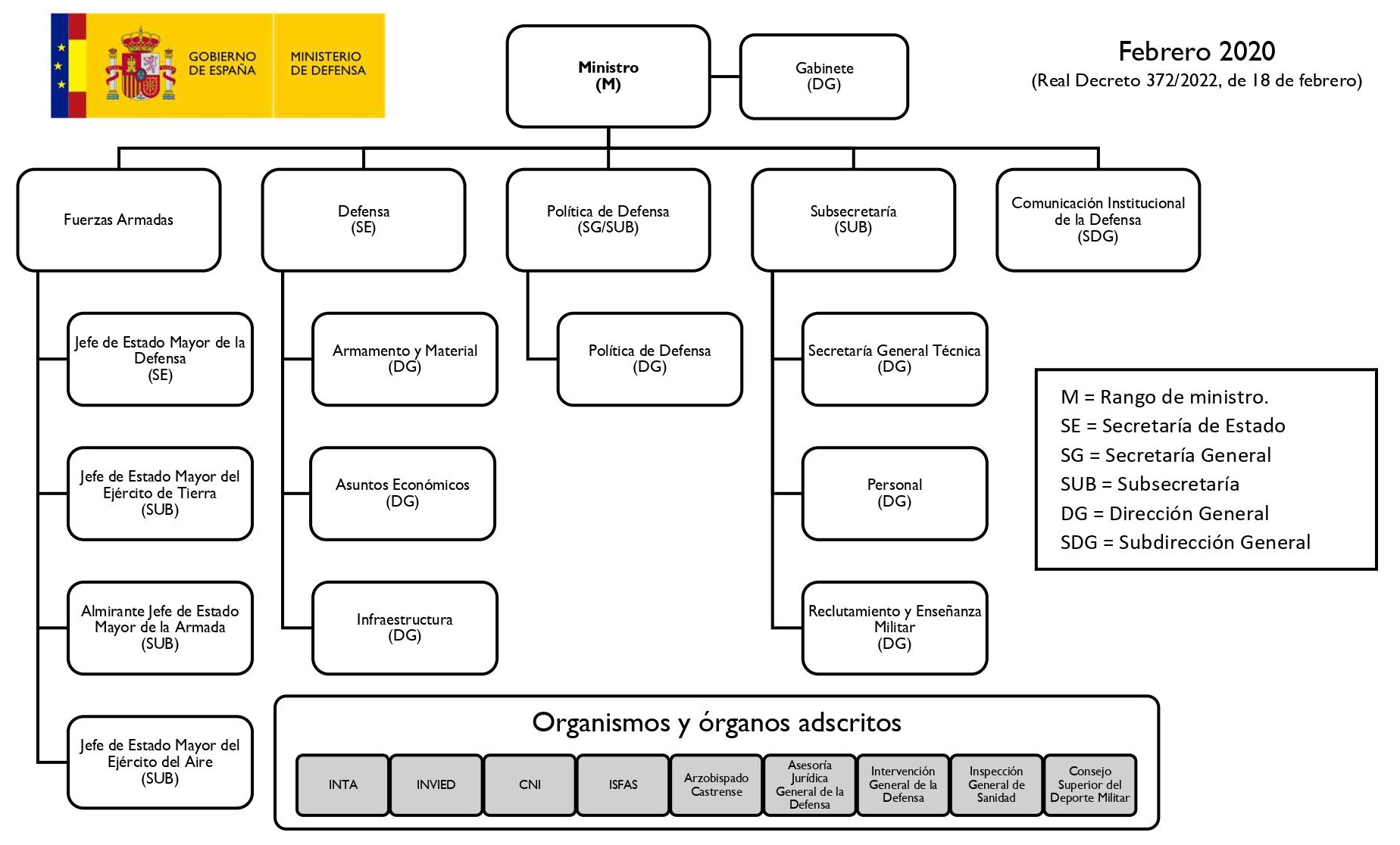
Estructura actual del Departamento.

El Ministerio de Defensa, bajo la dirección del titular del Departamento, se estructura en:
- Las Fuerzas Armadas (FAS).
  - El jefe de Estado Mayor de la Defensa (JEMAD).
  - El jefe de Estado Mayor del Ejército de Tierra (JEME).
  - El jefe de Estado Mayor de la Armada (AJEMA).
  - El jefe de Estado Mayor del Ejército del Aire y del Espacio (JEMA).
- La Secretaría de Estado de Defensa (SEDEF).
  - La Dirección General de Estrategia e Innovación de la Industria de Defensa (DIGEID).
  - La Dirección General de Armamento y Material (DGAM).
  - La Dirección General de Asuntos Económicos (DIGENECO).
  - La Dirección General de Infraestructura (DIGENIN).
  - El Centro de Sistemas y Tecnologías de la Información y las Comunicaciones (CESTIC), con rango de Dirección General.
- La Subsecretaría de Defensa (SUBDEF).
  - La Secretaría General Técnica (SEGENTE).
  - La Dirección General de Personal (DIGENPER).
  - La Dirección General de Reclutamiento y Enseñanza Militar (DIGEREM).
  - La Asesoría Jurídica General de la Defensa (ASEJUGEDEF).
  - La Intervención General de la Defensa (IGD).
  - La Inspección General de Sanidad de la Defensa (IGESAN).
- La Secretaría General de Política de Defensa (SEGENPOL).
  - La Dirección General de Política de Defensa (DIGENPOL).
- La Oficina de Comunicación Institucional y Prensa del Ministerio de Defensa, con rango de Subdirección General.

Para prestar asesoramiento especial al ministro de Defensa existe un Gabinete, con rango de Dirección General, que actúa como órgano de apoyo político, técnico y en tareas de confianza en el cumplimiento de las labores de carácter parlamentario, en sus relaciones con las instituciones y la organización administrativa. Por otra parte, también existe un Gabinete Técnico, con rango de Dirección General, que le apoya, asesora y da asistencia inmediata, y cuyo titular es un oficial general.

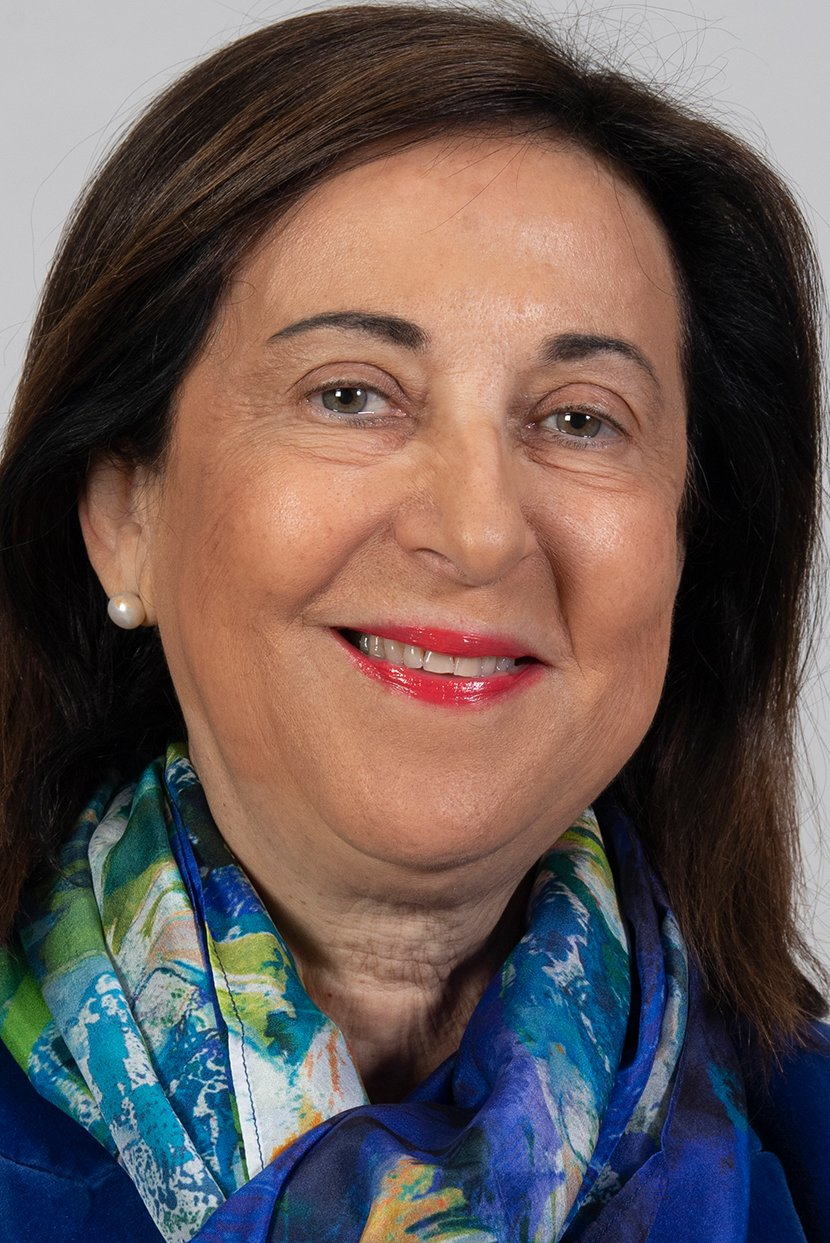
Margarita Robles, actual Ministra de Defensa.

### Adscripciones y asesoramiento
- El Centro Nacional de Inteligencia (CNI).
- La Unidad Militar de Emergencias (UME).
- El Instituto Nacional de Técnica Aeroespacial (INTA).
- El Instituto Social de las Fuerzas Armadas (ISFAS).
- El Instituto de Vivienda, Infraestructura y Equipamiento de la Defensa (INVIED).
- La Agencia Espacial Española (AEE); posee doble dependencia del Ministerio de Defensa y del Ministerio de Ciencia, Innovación y Universidades.

Son órganos asesores y consultivos del ministro de Defensa:
- El Consejo Superior del Ejército de Tierra.
- El Consejo Superior de la Armada.
- El Consejo Superior del Ejército del Aire y del Espacio.
- Las Juntas Superiores de los Cuerpos Comunes de las Fuerzas Armadas.

### Evolución
A continuación se muestran las unidades administrativas que han dependido del Ministerio de Defensa, desde su creación hasta la actualidad:
Nivel orgánico:

     Secretaría de Estado

     Subsecretaría

     Dirección General

     Subdirección General

     Organismo público

     Otros

## Sede

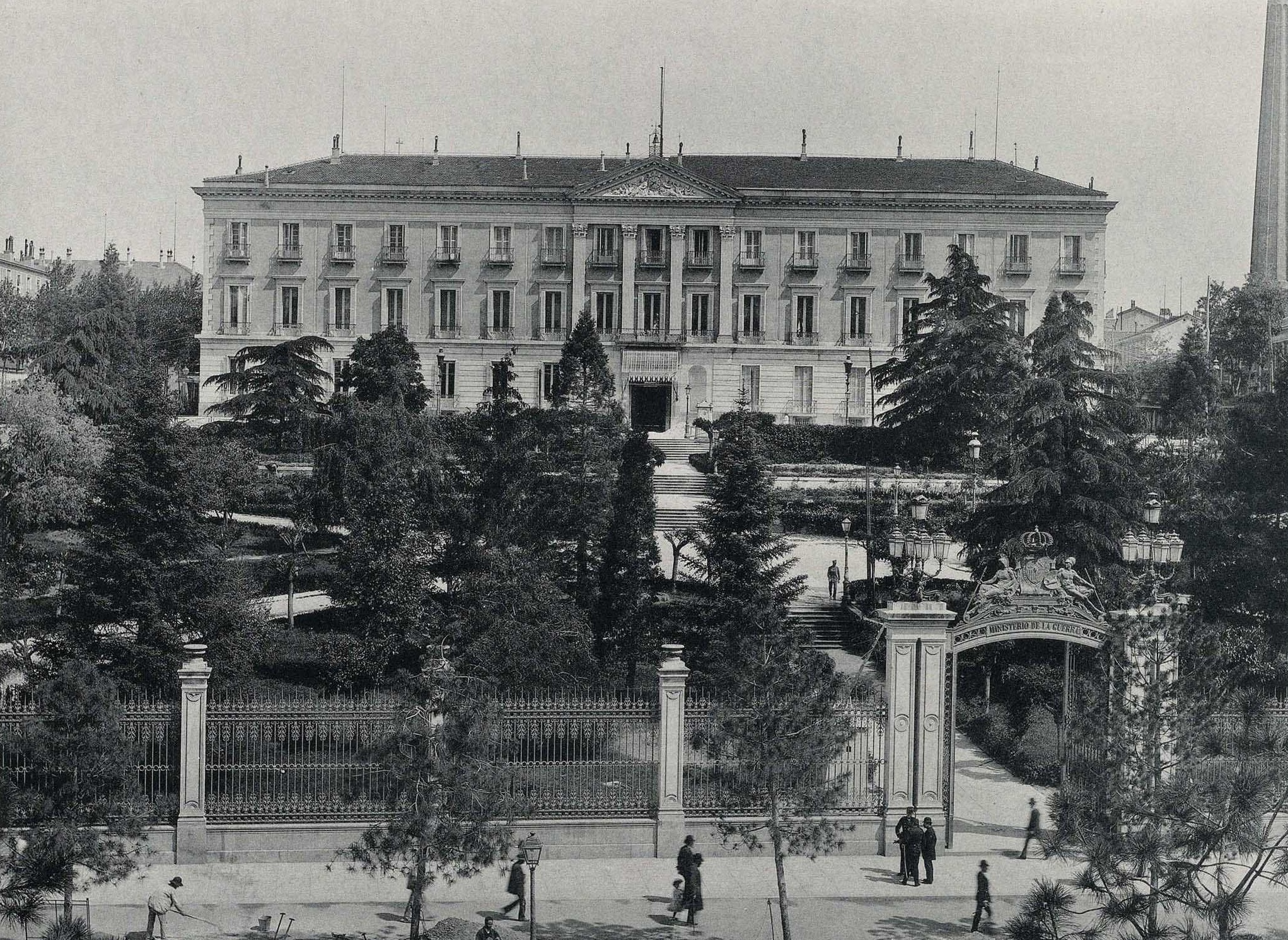
Palacio de Buenavista, sede del Ministerio de Guerra desde 1847 y del de Defensa entre 1977 y 1981.

Los primeros ministerios Militares —Guerra y Marina— tuvieron su sede en la residencia real, primero en el Real Alcázar entre 1714 y 1734, y en el Palacio del Buen Retiro desde 1734 hasta la finalización del Palacio Real, donde se instalaron hasta 1826. Ese año, ante la falta de espacio en el Palacio Real se reubicaron en el Palacio del Marqués de Grimaldi (llamado también Casa de los Ministerios, precisamente por este hecho, o Palacio de Godoy por ser uno de sus inquilinos Manuel Godoy). Tras un incendio en 1846, los diferentes ministerios fueron abandonando dicho edificio, en el que solo se quedó el Ministerio de Marina. Por su parte, el Ministerio de Guerra se instaló en el Palacio de Buenavista en 1847, edificio que ya albergaba dependencias militares con anterioridad.

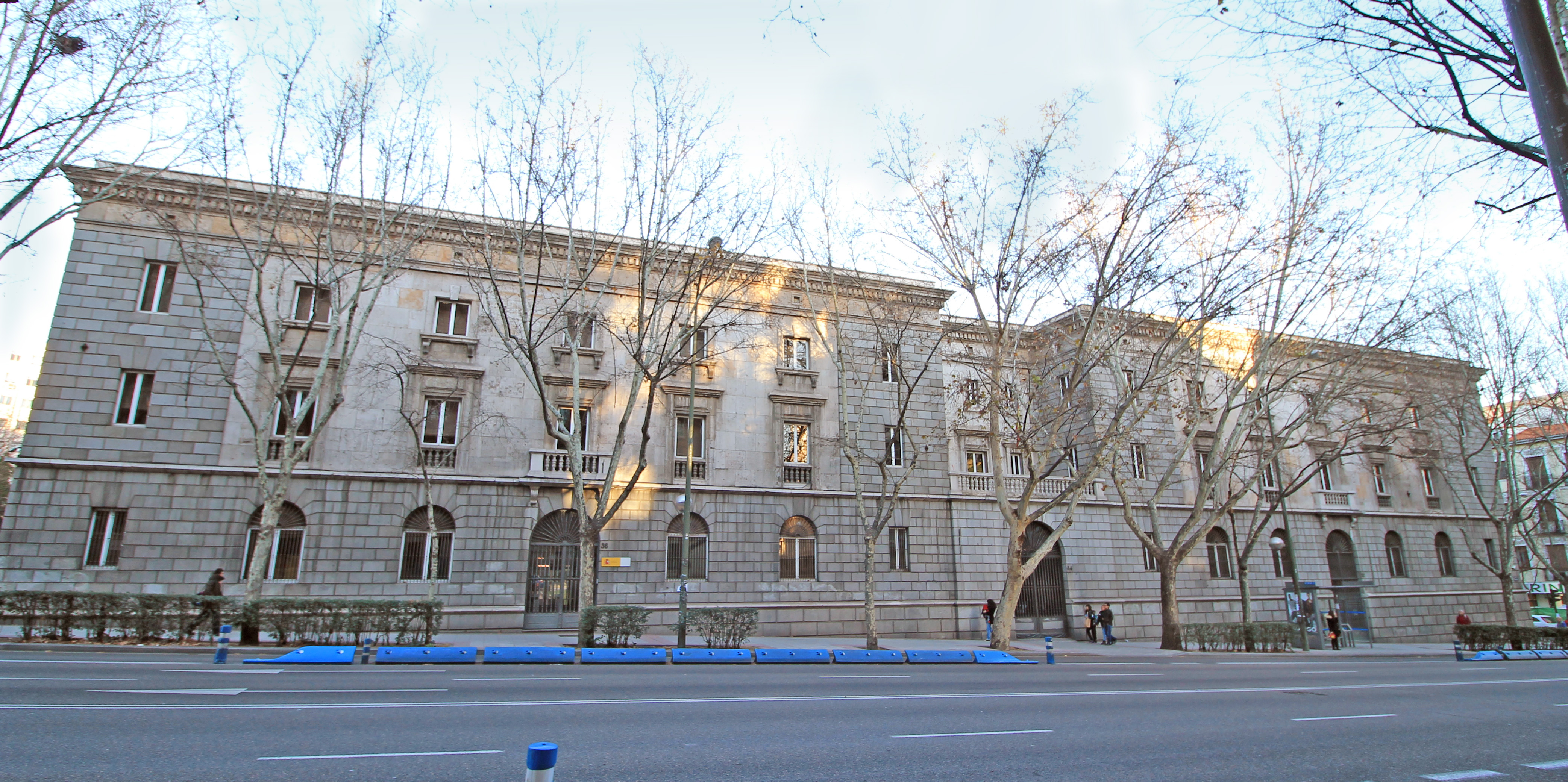
Complejo Princesa, en Madrid, sede de algunas dependencia del ministerio, entre ellas la Cancillería de la Orden de San Hermenegildo.

En 1915, ante el mal estado del Palacio de Grimaldi, se mandó construir una nueva sede para el Ministerio de Marina. Con la creación del Ministerio del Aire en 1939, ocurrió lo mismo y para la década de 1950 el nuevo Ministerio ya ocupaba su propio palacio en Moncloa.
Ya durante la transición aparece el nuevo Ministerio de Defensa que se instala en el Palacio de Buenavista hasta 1981, que se traslada con todos sus servicios centrales a un gran edificio sito en el número 109 del Paseo de la Castellana (perteneciente al Ministerio de Cultura y que con anterioridad había sido sede del Ministerio de Información y Turismo) en el que hoy aún permanece. En cuanto a los otros tres palacios, continuaron perteneciendo a Defensa pero pasaron a ser la sede de los cuarteles generales de los Ejércitos.

## Delegaciones y Subdelegaciones de Defensa
El Ministerio de Defensa posee una extensa organización periférica formada por Delegaciones y Subdelegaciones de Defensa. Creadas en 1993 para unificar la organización territorial de la Administración militar en territorio nacional, las Delegaciones y Subdelegaciones tienen como objetivo la gestión integrada de los servicios periféricos de carácter administrativo del Ministerio y de sus organismos públicos en el ámbito de las comunidades autónomas y las ciudades autónomas de Ceuta y Melilla las primeras, y en las provincias las segundas.
Las Delegaciones de Defensa están encabezadas por un Delegado, nombrado por el ministro de Defensa, a propuesta del subsecretario de Defensa, entre Oficiales Generales y Oficiales en situación de servicio activo o reserva. Las Subdelegaciones de Defensa están dirigidas por un Subdelegado, nombrado por el subsecretario de Defensa, a propuesta del secretario general técnico. Ambos tienen un mandato de tres años prorrogable.

## Junta Interministerial Reguladora del Comercio Exterior de Material de Defensa y Doble Uso
La Junta Interministerial Reguladora del Comercio Exterior de Material de Defensa y Doble Uso (JIMDDU), creada en 1971 y adscrita a la Secretaría de Estado de Comercio (SEC), es el máximo órgano de evaluación de las operaciones relativas al comercio exterior del material de defensa y doble uso. De forma genérica, se encarga de realizar los informes necesarios para que la SEC decida sobre la autorización o rechazo de las exportaciones de material militar, policial u otro tipo de armamento fabricado en España. La Junta está formada por representantes de los ministerios de Economía, de Defensa, de Asuntos Exteriores, de Hacienda y de la Presidencia del Gobierno.
Para mayor control, existe un Registro Especial de Operadores de Comercio Exterior de Material de Defensa y de Doble Uso (REOCE) donde se inscriben los datos correspondientes a los operadores de comercio exterior de material de defensa, de otro material y de productos y tecnologías de doble uso que realicen actividades sometidas a control por la Ley 53/2007, de 28 de diciembre, sobre el control del comercio exterior de material de defensa y de doble uso, y su reglamento de desarrollo.

## Presupuesto
Para el ejercicio 2025, el Departamento de Defensa tiene un presupuesto inicial de 14 058,4 millones de euros.
De los dieciséis programas que tiene la Sección 14 (Ministerio de Defensa) del presupuesto, destacan tres que superan los 2000 millones cada uno: Programa 121M «Administración y Servicios Generales de Defensa», Programa 122B «Programas especiales de modernización» y Programa 122M «Gastos Operativos de las Fuerzas Armadas».

### Variaciones
Como es costumbre, el 25 de febrero de 2025 el Consejo de Ministros amplió el crédito del Ministerio en 567 millones para «gastos ocasionados por la participación de las Fuerzas Armadas Españolas en operaciones de mantenimiento de la paz». Posteriormente, en el primer Consejo de Ministros del mes de marzo se concedió un suplemento de crédito (aumento del crédito inicial) al Instituto de Vivienda, Infraestructura y Equipamiento de la Defensa (INVIED) para «atender necesidades de compensación económica por carencia de vivienda». Asimismo, en la misma reunión se transfirió al Ministerio un crédito de 344 millones para «atender necesidades de funcionamiento existentes». En el mes de abril, se realizó una transferencia de crédito de 2084 millones de euros al Ministerio para gastos ineludibles, así como se le dotó con otros 62,5 millones de euros del Fondo de Contingencia para gastos relacionados con la DANA de 2024. También, se le dotó de 368 millones más para sufragar el aumento salarial a los militares y otros 70,4 millones para retribuciones del personal al servicio del Departamento. En mayo, 699 millones fueron transferidos desde el Ministerio para la Transformación Digital y de la Función Pública para actuaciones relacionadas con el Plan Nacional de Ciberseguridad y, a finales de mes, otros 650 millones del Fondo de Contigencia fueron transferidos para gastos ocasionados por las Fuerzas Armadas en operaciones de mantenimiento de la paz. El 17 de junio se aumentó el crédito del Ministerio para pagar incentivos relacionados con el rendimiento de los militares durante la DANA. El 1 de julio se amplió en 9 millones el crédito del Instituto Social de las Fuerzas Armadas (ISFAS), el 22 de ese mes se sacaron del Fondo de Contingencia otros 497 millones para atender los gastos de las Fuerzas Armadas en operaciones de paz y, el 29, se transfirieron 8,8 millones del Ministerio de Transformación Digital para  el desarrollo de una infraestructura de comunicaciones inalámbricas de quinta generación (5G).
Con estas variaciones, el presupuesto final del Ministerio de Defensa para el año 2025 ascendió a 19 468 millones de euros en julio de 2025, frente a los 15 889 millones de euros que alcanzó a finales del ejercicio anterior. 

### Evolución
| Gasto consolidado del Ministerio de Defensa desde el año 2000 Datos cada dos años, salvo el más reciente (en millones de euros) |
| |
| Fuente: Presupuestos Generales del Estado. Ministerio de Hacienda.                                                              |

### Auditoría
Las cuentas del Ministerio, así como de sus organismos adscritos, son auditadas de forma interna por la Intervención General de la Defensa (IGD), que depende funcionalmente de la Intervención General de la Administración del Estado (IGAE). De forma externa, es el Tribunal de Cuentas el responsable de auditar el gasto.

## Control parlamentario
Las Cortes Generales ejercen control parlamentario sobre la actividad del Departamento. Lo hacen a través de las comisiones de Defensa (una por cámara), salvo lo relativo al Centro Nacional de Inteligencia (CNI), que es competencia de la Comisión de Secretos Oficiales.

## Personal
De acuerdo al Anuario Estadístico Militar del año 2023, a finales de 2023 la Administración Militar (Ministerio de Defensa y Fuerzas Armadas) estaba integrada por 161 422 personas. De estas, el grueso, 145 835, eran militares, mientras que 15 587 eran civiles.

### Militar
| Situación administrativa          | Ejército de Tierra | Armada | Ejército del Aire y del Espacio | Cuerpos Comunes | TOTAL   |
| --------------------------------- | ------------------ | ------ | ------------------------------- | --------------- | ------- |
| Activo                            | 72 781             | 20 191 | 20 491                          | 2929            | 116 392 |
| Reserva                           | 14 164             | 4467   | 4727                            | 675             | 24 033  |
| Otras situaciones administrativas | 3185               | 627    | 1231                            | 367             | 5410    |
| Total                             | 90 130             | 25 285 | 26 449                          | 3971            | 145 835 |

### Civil
| Situación administrativa          | Funcionario de carrera | Laboral | Estatutario | TOTAL  |
| --------------------------------- | ---------------------- | ------- | ----------- | ------ |
| Activo                            | 3469                   | 9735    | 2103        | 15 307 |
| Otras situaciones administrativas | 58                     | 71      | 151         | 280    |
| Total                             | 3527                   | 9806    | 2254        | 15 587 |